# سولبينتين
سولبينتين Sulbentine هو عبارة عن دواء مضاد فطري.

## الخواص

### الاسم العلمي
3,5-dibenzyl-1,3,5-thiadiazinane-2-thione

### الصيغة الكيميائية
C17H18N2S2

## الإستحدام الطبي
من المستحضرات الصيدلانية التي تضم المواد البولي الأيونية ومصدر فوق أكسيد الهيدروجين. يستخدم في علاج فطريات الأظافر. يعتبر من مضادات الفطريات للاستعمال الجلدي